# Pelicano-pardo
O pelicano-pardo (Pelecanus occidentalis) é uma ave da ordem dos Pelecaniformes (família Pelecanidae), também conhecido como pelicano-pequeno. O nome alternativo deve-se ao facto de, apesar da envergadura das asas chegar a dois metros, ser a espécie menor na família dos pelicanos. A espécie vive no continente americano e é comum na América do Sul.
O pelicano-pardo é a ave oficial do estado norte-americano da Louisiana e a ave nacional de São Cristóvão e Nevis.
Após o uso indiscriminado do pesticida DDT durante a década de 1970, o pelicano-pardo quase foi dizimado, assim como a águia-careca e o falcão-peregrino. Contudo, no ano de 2009, ele foi retirado da lista de espécies em perigo de extinção.
Na revisão de 2021 da Lista de Aves do Brasil, o nome vernáculo desta espécie foi estabelecido como "pelicano", contudo, neste artigo foi mantido o nome "pelicano-pardo", visando evitar confusão com o nome mais genérico.

## Taxonomia
O pelicano-pardo foi descrito pelo zoólogo sueco Carl Linnaeus na 12ª edição de 1766 de seu Systema Naturae, onde recebeu o nome binomial de Pelecanus occidentalis. Pertence ao clado do Novo Mundo do gênero Pelecanus .
Cinco subespécies do pelicano-pardo são reconhecidas:
| Imagem | Subespécies                          | Distribuição |
| ------ | ------------------------------------ | --- |
|        | P. o. californicus (Ridgway, 1884)   | Esta subespécie se reproduz na costa do Pacífico da Califórnia e Baixa California, e ao sul de Jalisco. Sua área de não reprodução se estende ao norte ao longo da costa do Pacífico até a Colúmbia Britânica e ao sul à Guatemala. Raramente é encontrado em El Salvador. |
|        | P. o. carolinensis ( Gmelin, 1789)   | Esta subespécie se reproduz no leste dos Estados Unidos de Maryland ao sul ao longo das costas do Atlântico, Golfo e Caribe e ao sul de Honduras e suas costas do Pacífico, Costa Rica e Panamá. Sua área não reprodutiva vai do sul de Nova York à Venezuela.             |
|        | P. o. occidentalis ( Linnaeus, 1766) | Esta subespécie se reproduz nas Grandes e Pequenas Antilhas, nas Bahamas e ao longo da costa caribenha das Índias Ocidentais, Colômbia e Venezuela, até Trinidad e Tobago.                                                                                                 |
|        | P. o. Murphyi ( Wetmore, 1945)       | Esta subespécie é encontrada do oeste da Colômbia ao Equador, e é um visitante não reprodutor do norte do Peru. |
|        | P. o. urinador ( Wetmore, 1945)      | Esta subespécie é encontrada nas Ilhas Galápagos. |

O pelicano-pardo faz parte de um clado que inclui o pelicano-peruano (P. thagus) e o pelicano-americano (P. erythrorhynchos). O pelicano-peruano era anteriormente tratado como uma subespécie do pelicano-pardo, mas agora é considerado uma espécie separada com base em seu tamanho muito maior (cerca do dobro do peso do pelicano-pardo), diferenças na cor do bico e plumagem e falta de hibridização entre aves das duas classes, apesar de uma grande sobreposição de distribuição. Em contraste, a hibridização entre pelicanos-pardos e brancos é possível.
Em 1932, James L. Peters separou o pelicano-americano e o pelicano-pardo (incluindo o pelicano-peruano) em subgêneros monoespecíficos. Essa separação também foi apoiada por Jean Dorst e Raoul J. Mougin em 1979. O pelicano-oriental e o pelicano-rosado foram considerados espécies irmãs por Andrew Elliott em 1992 e Joseph B. Nelson em 2005, e a divergência entre o pelicano-pardo e o peruano foi considerada a maior na família dos pelicanos.
Em 1993, Paul Johnsgard formulou a hipótese de que os pelicanos eram derivados de um ancestral do sul da Ásia ou da África e se espalharam pelo norte da Ásia e pela Austrália antes de finalmente chegarem à América do Norte. Essa hipótese implicaria que, a menos que o pelicano-pardo e o pelicano-americano resultassem de múltiplas invasões da América do Norte, eles seriam taxa irmãos. No entanto, as árvores derivadas de dados genéticos discordam. Em 1990, Charles Sibley e John E. Ahlquist, baseados em dados de hibridização DNA-DNA descobriram que o pelicano-americano, o pelicano-rosado, o pelicano-branco e o pelicano-australiano são espécies irmãs, e o pelicano-pardo era o mais divergente de todos.

## Descrição

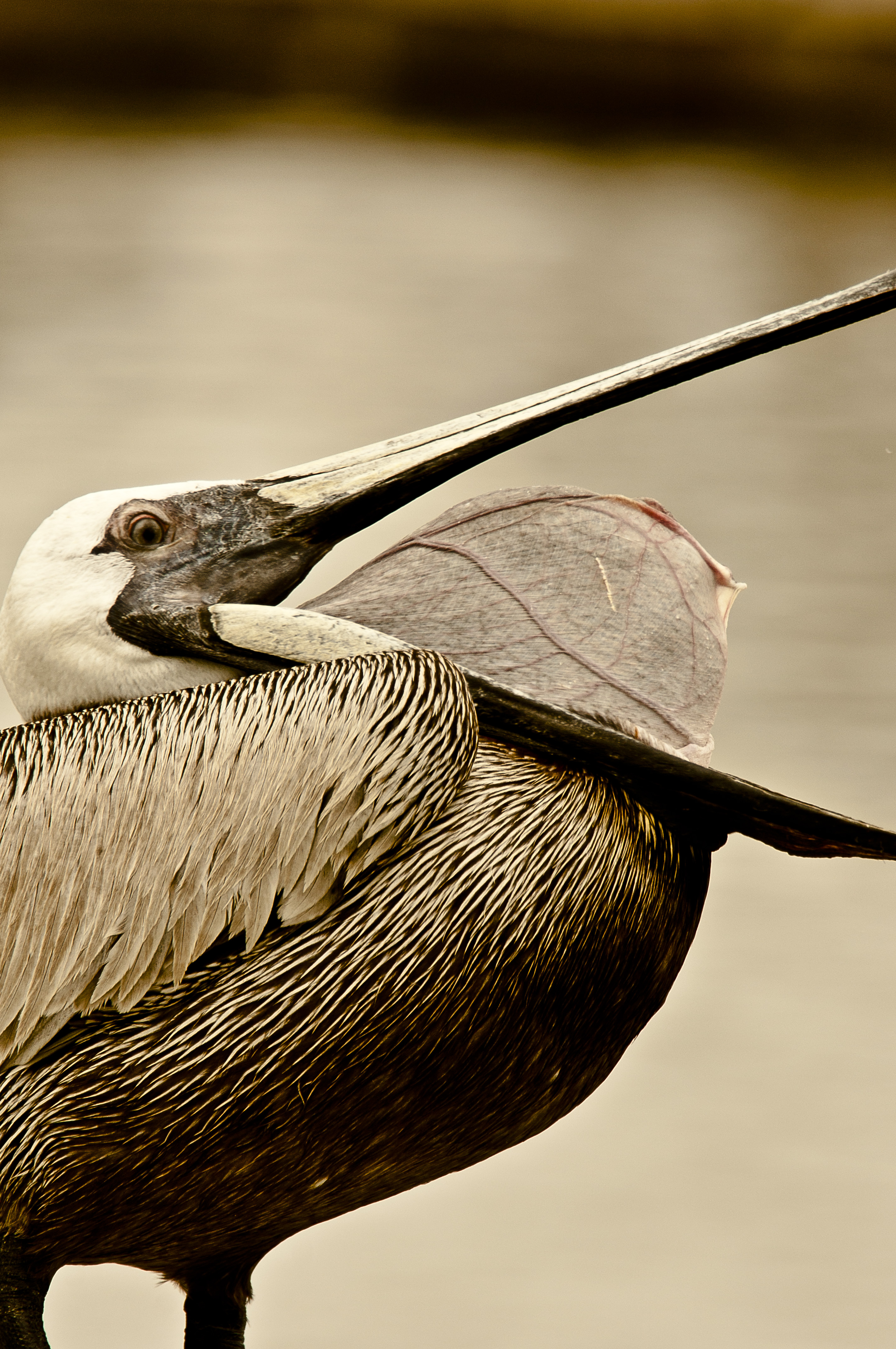
Pelicano marrom mostrando bolsa na garganta

O pelicano-pardo é o menor das oito espécies de pelicano existentes, mas é frequentemente uma das maiores aves marinhas em sua área de distribuição. Ele mede 1 - 1,52 metro de comprimento e tem uma envergadura de 2,03-2,28 metros. O peso dos adultos pode variar de 2 a 5 quilos, cerca da metade do peso dos outros pelicanos encontrados nas Américas, os pelicanos-brancos peruanos e americanos. O peso médio na Flórida de 47 fêmeas era 3,17 quilos, enquanto o de 56 machos era 3,7 quilos. Como todos os pelicanos, tem um bico muito longo, medindo 28 a 34,8 centímetros de comprimento.
A subespécie nominal em sua plumagem de reprodução tem uma cabeça branca com uma parte amarelada na coroa. A nuca e o pescoço são marrom escuro. Os lados superiores do pescoço têm linhas brancas ao longo da base da bolsa gular, e o pescoço inferior tem uma mancha amarelada pálida. As penas no centro da nuca são alongadas, formando penas curtas e profundas da crista castanha. Tem um manto cinza prateado, escapulários e coberteiras superiores (penas na parte superior das asas) com uma coloração acastanhada. As coberteiras menores têm bases escuras, o que dá ao bordo de ataque da asa uma aparência listrada. As coberteiras superiores da cauda (penas acima da cauda) são branco prateado no centro, formando estrias claras. As coberteiras mediana (entre a coberteira maior e a menor), primária (conectada ao membro anterior distal), secundária (conectada à ulna ) e maior (penas da parte externa, maior, da fileira de coberteiras das asas superiores) são enegrecidas, tendo as primárias hastes brancas e as secundárias franjas cinza-prateadas variáveis. As terciais (penas que se originam na região braquial) são cinza-prateadas com um tom acastanhado. A asa posterior tem rêmiges acinzentado castanho com veios brancos para as penas exteriores primárias. A cauda é cinza escuro com um formato variável prateado. A parte inferior da mandíbula é enegrecida, com uma bolsa gular preto-esverdeada na parte inferior para drenar a água ao retirar a presa. O peito e a barriga são escuros, e as pernas e pés são pretos. Possui um bico branco acinzentado tingido de marrom e misturado com manchas carmim claras. A crista é curta e de cor marrom-avermelhada pálida. O dorso, o traseiro e a cauda são estriados de cinza e marrom escuro, às vezes com uma tonalidade enferrujada. O macho e a fêmea são semelhantes, mas a fêmea é ligeiramente menor. É excepcionalmente flutuante devido aos sacos de ar internos sob sua pele e em seus ossos. É tão gracioso no ar quanto desajeitado na terra.
O adulto não reprodutor tem cabeça e pescoço brancos, e o adulto antes da reprodução tem cabeça amarela cremosa. A pele rosada ao redor dos olhos torna-se opaca e cinza na estação de não reprodução. Não tem qualquer tonalidade vermelha, a bolsa é fortemente tingida de cor ocre olivácea e as pernas são cinza oliváceo a cinza-escuro. A íris do olho é de azul claro a branco amarelado que se tornam marrons durante a época de reprodução. Durante o namoro, o bico torna-se vermelho-rosado a laranja claro, mais vermelho na ponta e a bolsa fica preta. Mais tarde, na época de reprodução, o bico torna-se cinza claro na maior parte da mandíbula superior e no terço basal da mandíbula.

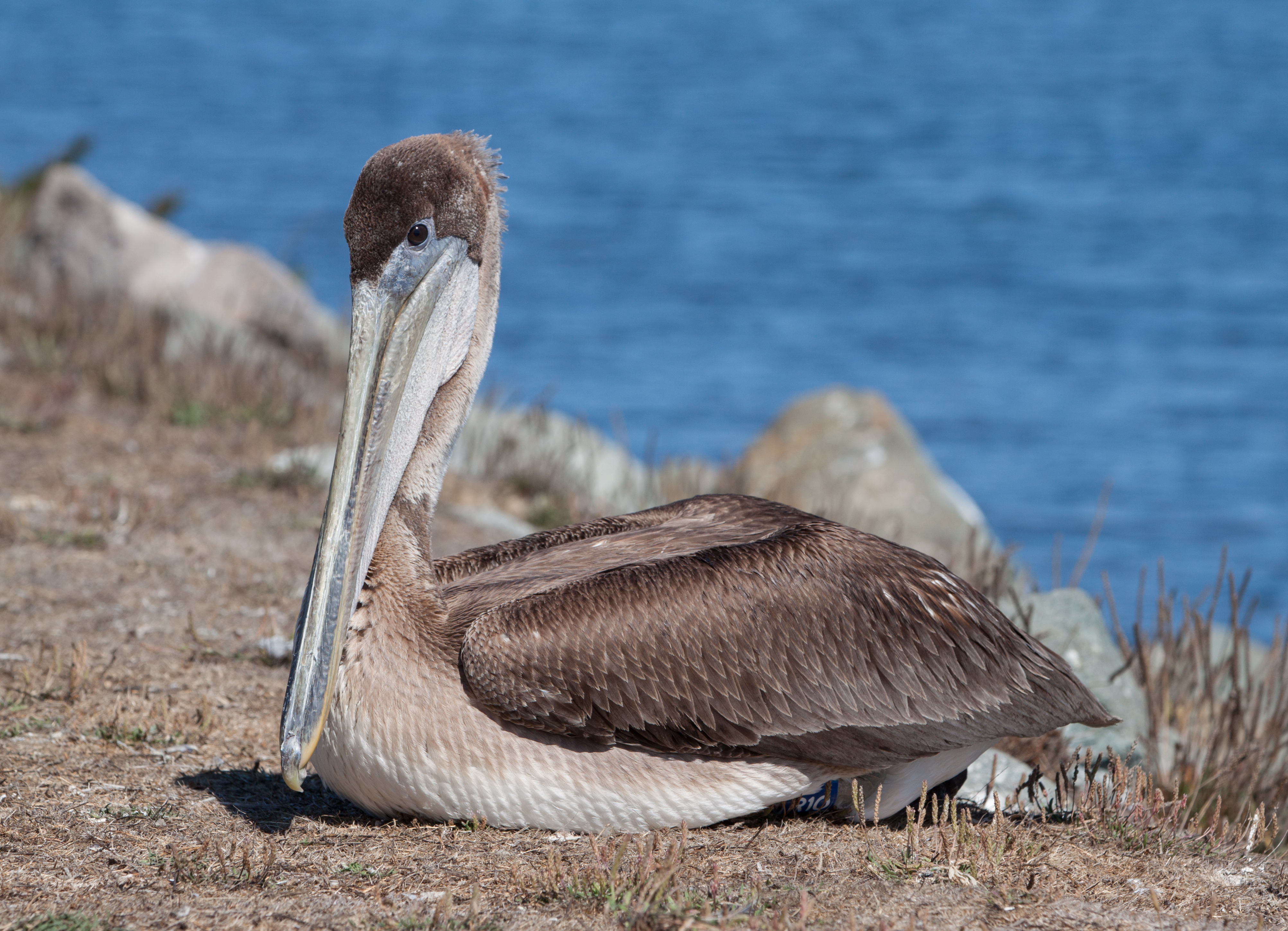
Juvenil em Bodega Harbor, Califórnia, Estados Unidos

O juvenil é semelhante, mas é geralmente marrom-acinzentado e tem plumas mais claras. A cabeça, o pescoço e as coxas são castanho-escuros e o abdome é branco opaco. A plumagem do macho é semelhante à de uma fêmea totalmente adulta, embora as penas da cabeça do macho sejam bastante rígidas. A cauda e as penas de voo são mais marrons que as do adulto. Possui coberteiras de asa superiores curtas e marrons, que costumam ser mais escuras nas coberteiras maiores, e coberteiras inferiores cinza-amarronzadas opacas com uma faixa esbranquiçada no centro. As íris são marrom-escuras e a pele do rosto é azulada. Possui um bico cinza que é amarelo-chifre a laranja perto da ponta, com uma bolsa cinza-escura a cinza-rosada. Adquire plumagem adulta aos 3 anos de idade, quando as penas do pescoço tornam-se mais pálidas, as partes superiores ficam listradas, as asas superiores maiores e as coberturas medianas tornam-se mais cinzentas e o ventre adquire manchas escuras.
O pelicano-pardo é facilmente distinguido do pelicano-branco-americano por sua plumagem não branca, tamanho menor e hábito de mergulho para capturar peixes, em oposição à pesca cooperativa da superfície. Ele e o pelicano-peruano são as únicas verdadeiras espécies de pelicano marinho.
O pelicano-pardo produz uma grande variedade de sons, como um hrrraa-hrra grave, durante as exibições. O adulto também raramente emite um grasnido baixo, enquanto os jovens frequentemente guincham.

## Distribuição e habitat

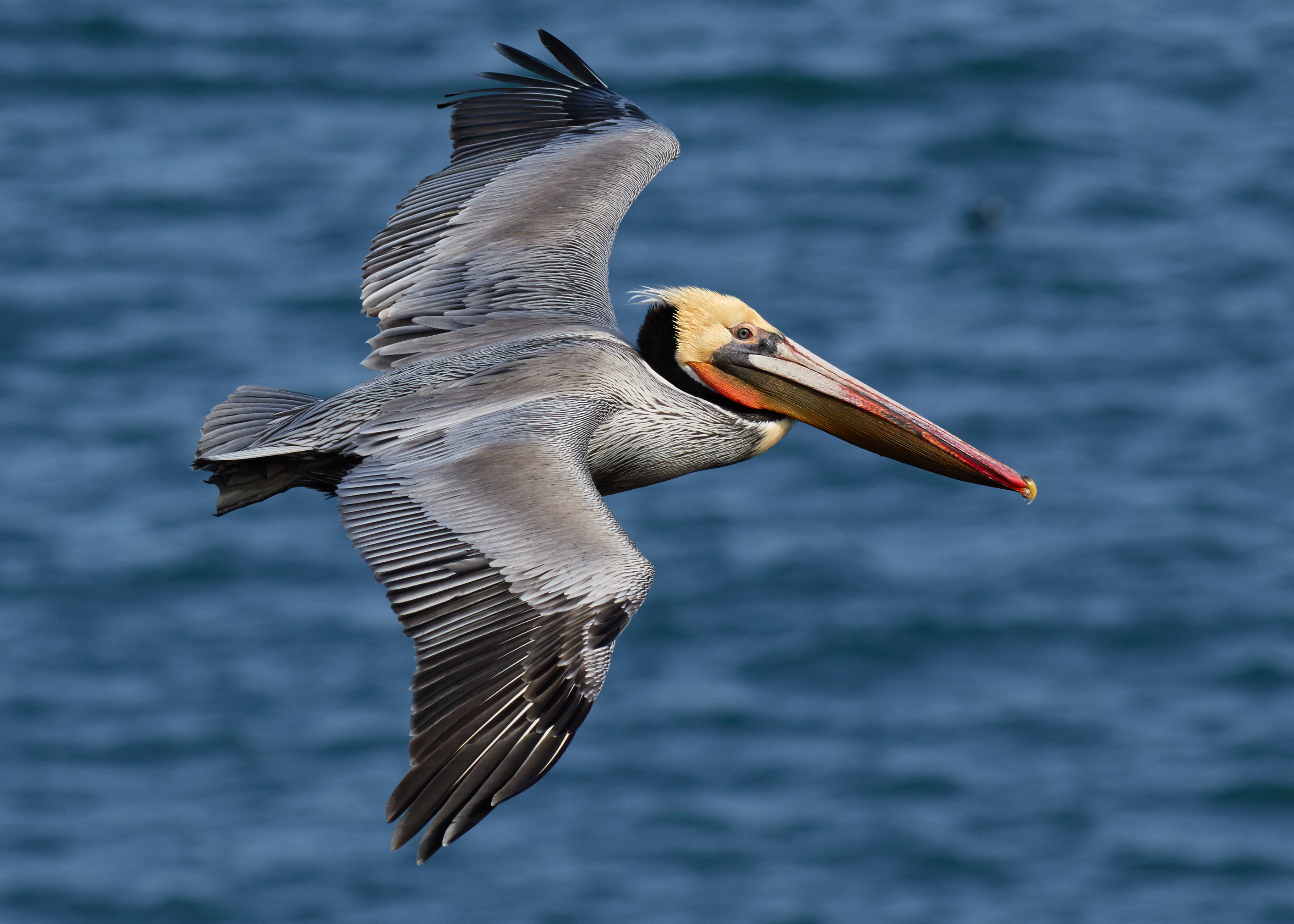
Adulto em voo, Bodega Bay, Califórnia

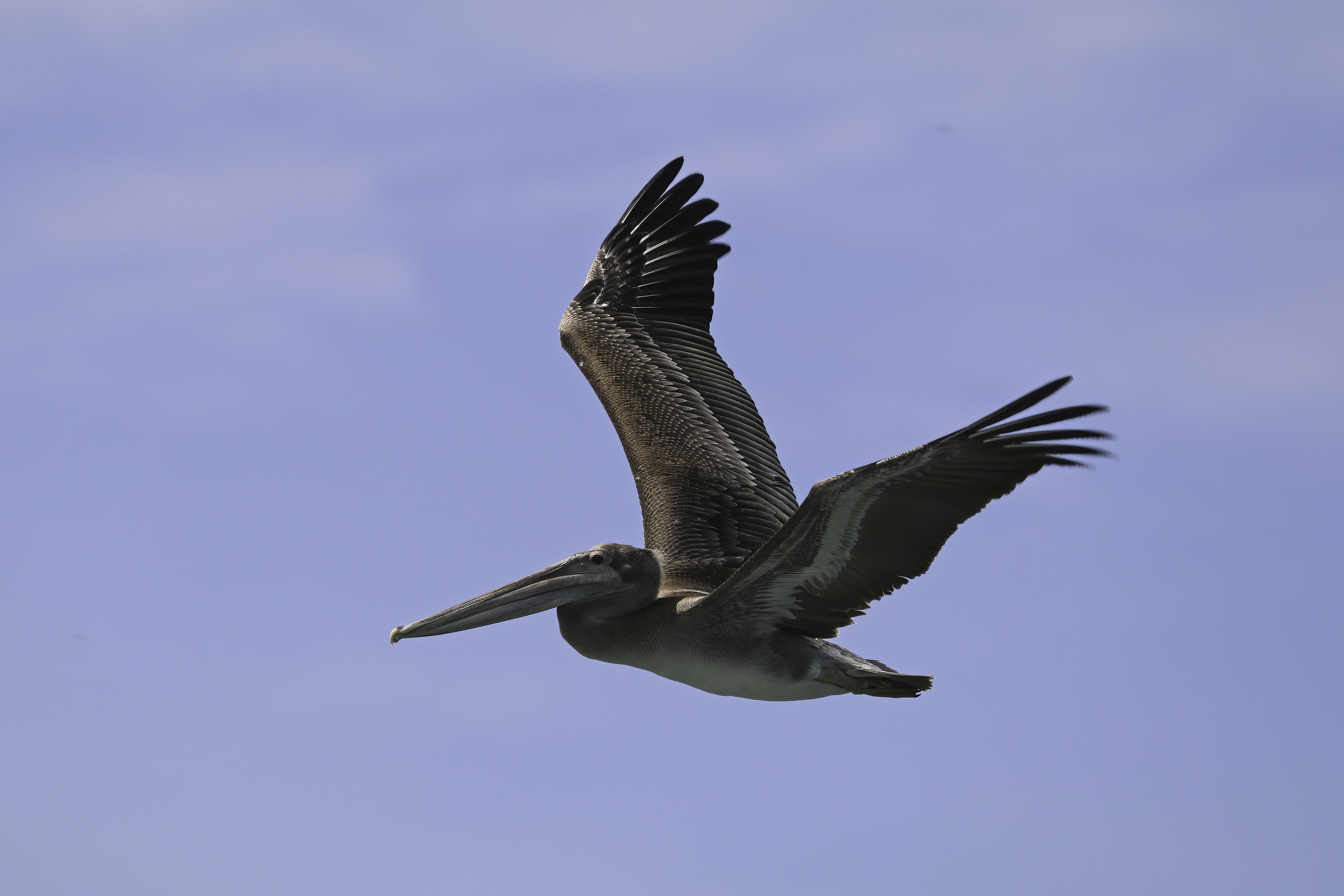
P. o. carolinensis imaturo, Panamá

O pelicano-pardo vive nas costas do Atlântico, Golfo do México e Pacífico nas Américas. Na costa atlântica, é encontrado desde a costa de Nova Jersey até a foz do rio Amazonas. Ao longo da costa do Pacífico, é encontrado desde a Colúmbia Britânica até o centro-sul do Chile, incluindo as Ilhas Galápagos. Após a nidificação, os pássaros norte-americanos movem-se em bandos mais ao norte ao longo da costa, retornando às águas mais quentes no inverno. Na época de não reprodução, pode ser encontrado no extremo norte do Canadá. É um visitante raro e irregular ao sul de Piura, no Peru, onde geralmente é substituído pelo pelicano-peruano, e pode ocorrer como um visitante não reprodutor ao sul, pelo menos, para Ica durante os anos de El Niño. Um pequeno número de pelicanos-pardos foi registrado em Arica, no extremo norte do Chile. É bastante comum ao longo da costa da Califórnia, Carolina do Sul, Carolina do Norte, Geórgia, Índias Ocidentais e muitas ilhas do Caribe até o sul da Guiana. Ao longo do Golfo do México, habita o Alabama, Texas, Flórida, Mississippi, Louisiana e México.
O pelicano-pardo é uma espécie estritamente marinha, habitando principalmente águas marinhas subtidais, estuarinas quentes e pelágicas marinhas. Também é encontrado em manguezais e prefere águas rasas, especialmente perto de baías salgadas e praias. Ele evita o mar aberto, raramente se aventurando a mais de 20 milhas da costa. Alguns pássaros imaturos podem se perder em lagos de água doce do interior. Sua distribuição também pode se sobrepor ao pelicano-peruano em algumas áreas ao longo da costa do Pacífico da América do Sul. Ele pousa em rochas, água, penhascos rochosos, cais, molhes, praias de areia e lamaçais.

### Migração
A maioria das populações de pelicano-pardo são residentes (não migratórias) e dispersivas (espécies que se deslocam de seu local de nascimento para seu local de reprodução, ou seu local de reprodução para outro local de reprodução). Alguma migração é por vezes observada, especialmente nas áreas ao norte de sua distribuição, mas estes movimentos costumam ser erráticos, dependendo das condições locais. Para o sul, eles são vagantes (encontrados fora de sua área normal) na Terra do Fogo. Eles foram registrados na costa leste do Brasil, em Alagoas. Raros vagantes foram encontrados longe da costa nos Andes colombianos. Eles foram gravados pela primeira vez em julho de 2009 no Vale Interandino, onde permaneceram por pelo menos 161 dias. Existem quatro registros no interior da Amazônia Legal ao longo do Rio Amazonas e seus afluentes.
A espécie já foi registrada mais ao sul, com um único indivíduo avistado na década de 1980 na Ilha de Itaparica, no estado brasileiro da Bahia, e outro avistado em 1957 no estado do Rio de Janeiro.

## Comportamento
O pelicano-pardo é uma ave muito gregária; vive em bandos de ambos os sexos ao longo do ano. Em voo nivelado, os pelicanos-pardos voam em grupos, com a cabeça apoiada nos ombros e o bico apoiado no pescoço dobrado. Eles podem voar em formação em V, mas geralmente em linhas regulares ou em fila única, geralmente baixo sobre a superfície da água. Para excluir a água da passagem nasal, eles têm regiões internas mais estreitas das narinas.

### Alimentando

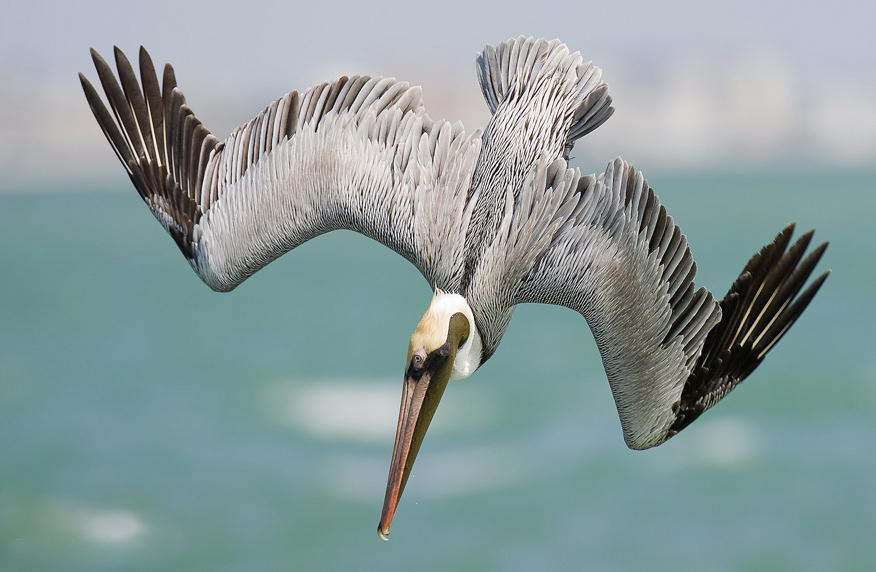
Mergulhando

O pelicano-pardo é um piscívoro, alimentando-se principalmente de peixes. Brevoortia sp. pode ser responsável por 90% de sua dieta, e o suprimento de anchova é particularmente importante para o sucesso da nidificação do pelicano-pardo. Outros peixes predados com alguma regularidade incluem arenque, sargo-de-dentes, silversides, tainhas e sardinhas. Os pelicanos-pardos que residem no sul da Califórnia dependem especialmente da sardinha do Pacífico como principal fonte de alimento, que pode compor até 26% de sua dieta, o que os torna um dos três principais predadores de sardinha na área. Presas que não são peixes incluem crustáceos, especialmente camarões, e ocasionalmente se alimentam de anfíbios e de ovos e filhotes de pássaros (garças, airos e de sua própria espécie).
Como o pelicano-pardo voa a uma altura máxima de 18 a 21 metros acima do oceano, ele pode detectar cardumes de peixes enquanto voa. Ao forragear, ele mergulha primeiro o bico como um martim-pescador, muitas vezes submergindo completamente abaixo da superfície momentaneamente enquanto abocanha a presa. Ao subir à superfície, ele derrama a água de sua bolsa da garganta antes de engolir a presa. Apenas o pelicano-peruano compartilha este estilo ativo de forrageamento (embora essa espécie nunca mergulhe de uma altura tão grande), enquanto outros pelicanos se alimentam de forma mais inativa pegando peixes encurralados enquanto nadam na superfície da água. É um alvo ocasional de cleptoparasitismo por outras aves comedoras de peixes, como gaivotas, skuas e fragatas. Eles são capazes de beber água salina devido à alta capacidade de suas glândulas em excretar sal.

### Reprodução
O pelicano-pardo é monogâmico durante a época de reprodução, mas não acasala para o resto da vida. A temporada de nidificação atinge o pico durante março e abril. O macho escolhe um local de nidificação e realiza uma exibição de movimentos com a cabeça para atrair a fêmea. No local de ninho proposto, grandes exposições de corte, tais como balanço de cabeça, curvaturas e bipedalismo (de pé sobre as patas sem qualquer apoio) são realizados por ambos os sexos. Eles também podem ser acompanhados por chamadas graves de raaa.
Uma vez que o par forma um vínculo, a comunicação aberta entre eles é mínima. É uma espécie colonial, com algumas colônias mantidas por muitos anos. Provavelmente devido a distúrbios, infestação por carrapatos ou alteração no suprimento de alimentos, as colônias mudam com frequência. Nidifica em áreas isoladas, geralmente em ilhas, manchas de vegetação entre dunas de areia, matagais de arbustos e árvores e em manguezais, e às vezes em penhascos, e menos frequentemente em arbustos ou pequenas árvores. Territórios de nidificação são agrupados, e territórios individuais podem estar a uma distância de apenas um metro um do outro. Eles são geralmente construídos pela fêmea a partir de juncos, folhas, seixos e gravetos, e consistem em impressões forradas de penas protegidas com uma borda de solo e detritos de 10 a 25 centímetros. Eles geralmente são encontrados 1 a 3 metros acima do solo. A renovação do ninho pode ocorrer se os ovos forem perdidos do ninho no início da estação de reprodução.
Geralmente há de dois a três, ou às vezes até quatro, ovos ovais em uma ninhada, e apenas uma ninhada é criada por ano. O ovo é branco como giz e pode medir cerca de 7,6 centímetros de comprimento e 5,1 centímetros de largura. A incubação leva de 28 a 30 dias, com ambos os sexos compartilhando funções, mantendo os ovos aquecidos segurando-os sobre ou sob os pés palmados. Os ovos levam de 28 a 30 dias para eclodir e os filhotes emplumam em cerca de 63 dias. Depois disso, os juvenis deixam o ninho e se reúnem em pequenos grupos. Os pintinhos recém-nascidos são rosa e pesam cerca de 60 gramas. Dentro de 4 a 14 dias, eles ficam cinza ou pretos. Depois disso, eles desenvolvem uma pelagem de branco, preto ou cinza. O sucesso das crias pode ser de 100% para o primeiro pintinho chocado, 60% para o segundo e apenas 6% para o terceiro.

Os pais regurgitam comida pré-digerida para os filhotes se alimentarem até que atinjam o estágio de emplumados. Após cerca de 35 dias, o jovem sai do ninho caminhando. Os filhotes começam a voar cerca de 71 a 88 dias após a eclosão. Os adultos permanecem com eles até algum tempo depois e continuam a alimentá-los. No período de 8 a 10 meses durante os quais são cuidados, os pelicanos filhotes são alimentados com comida regurgitada parcialmente digerida de cerca de 70 quilos de peixes. Os jovens atingem a maturidade sexual (e plena plumagem adulta) entre os três e os cinco anos de idade. Foi registrado que um pelicano-pardo viveu mais de 31 anos em cativeiro.

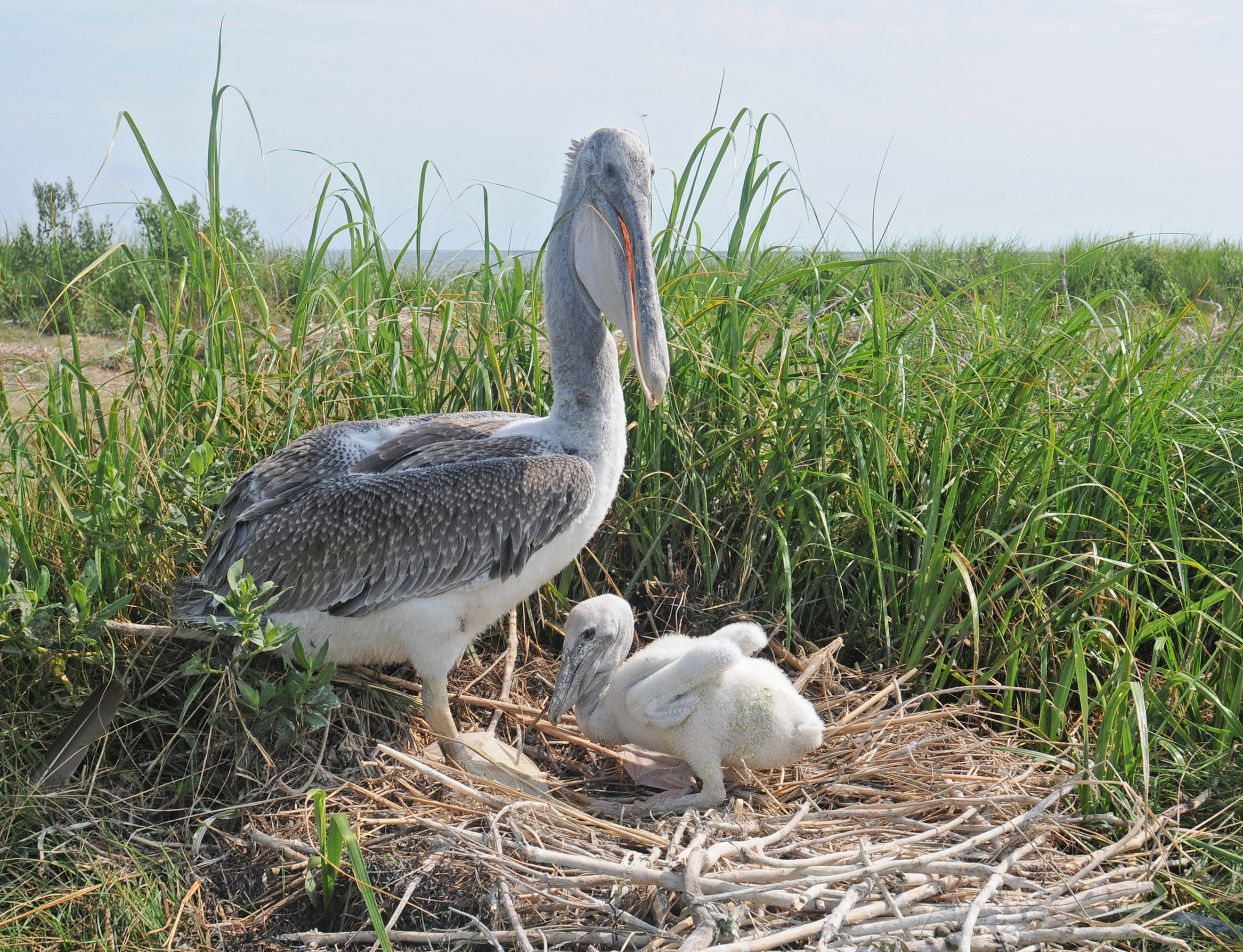
Um pelicano marrom adulto com um filhote em um ninho em Smith Island, Chesapeake Bay, Maryland, EUA
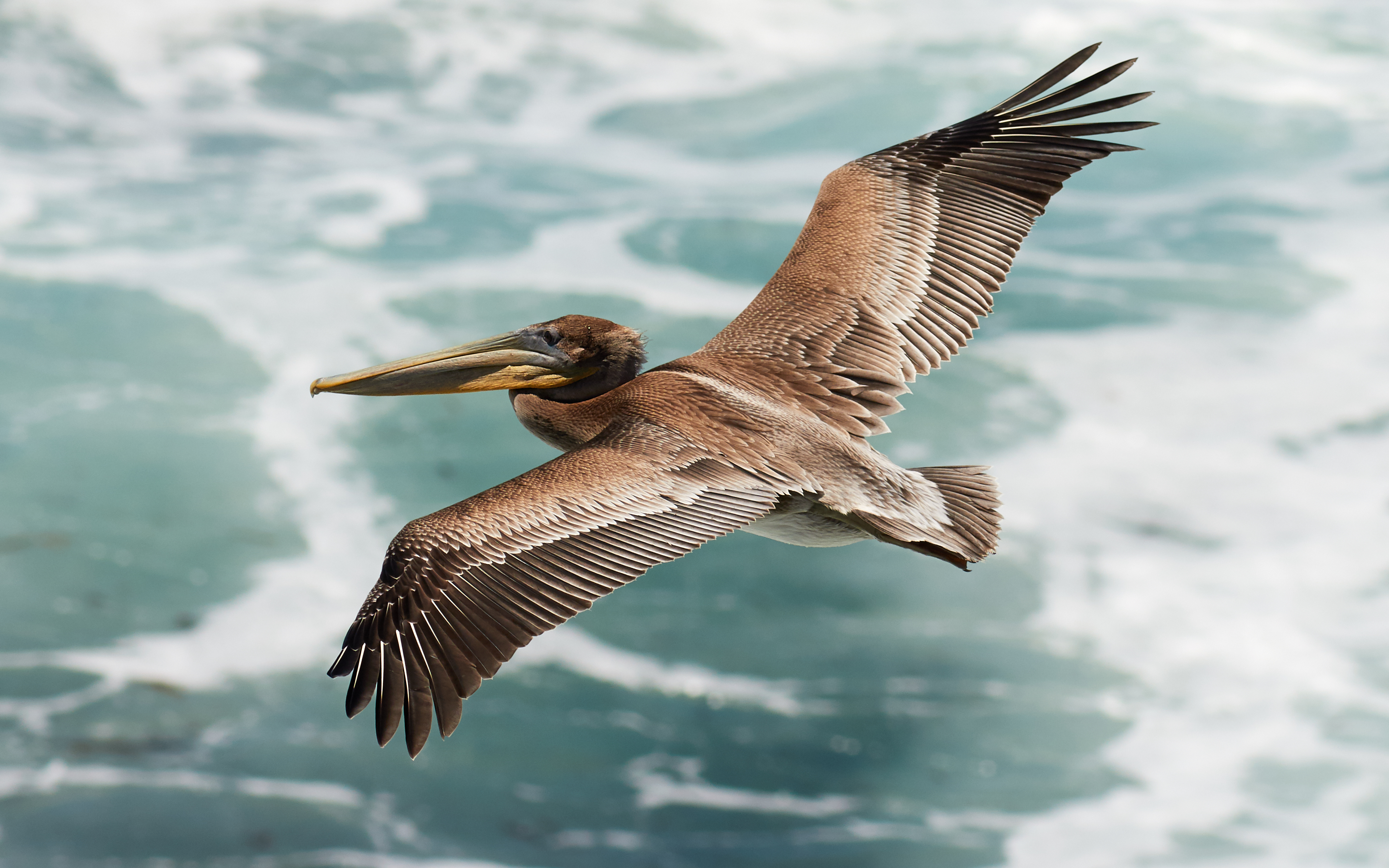
Pelicano marrom juvenil em voo, Bodega Head, Califórnia

### Predadores e parasitas

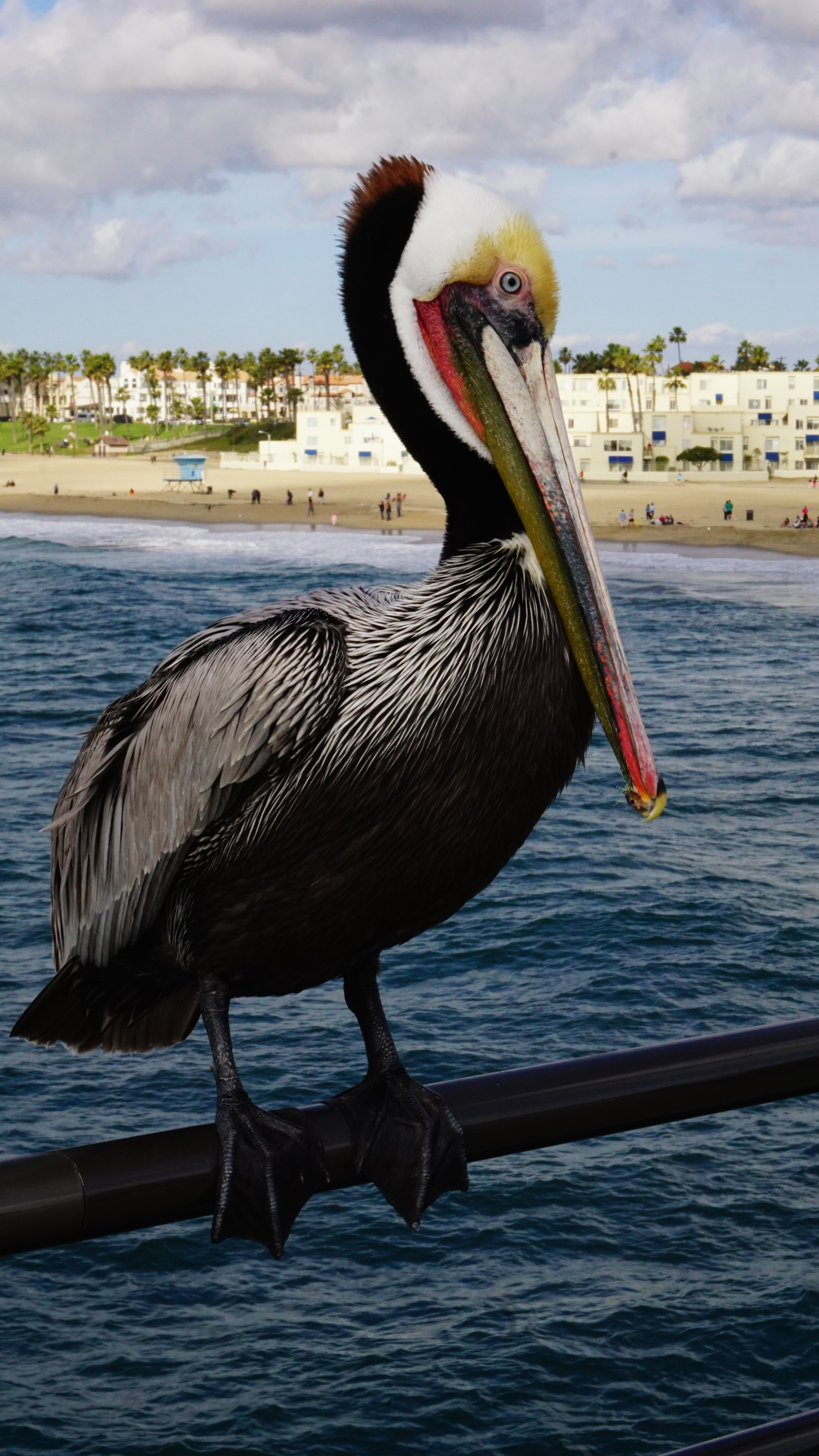
Um Pelicano-pardo visita o cais de Huntington Beach, California.

A predação é ocasional em colônias, e predadores de ovos e filhotes (geralmente pequenos filhotes são ameaçados, mas também ocasionalmente até se emplumarem, dependendo do tamanho do predador) podem incluir gaivotas, aves de rapina (especialmente águias), crocodilos, abutres, corvos e outros corvídeos. A predação é provavelmente reduzida se a colônia estiver em uma ilha. A predação em pelicanos-pardos adultos é raramente relatada, mas foram relatados casos em que eles foram vítimas de águias americanas. Além disso, leões marinhos da patagônia e grandes tubarões foram observados como predadores de pelicanos-pardos adultos, capturando-os por baixo, enquanto os pássaros estavam pousados nas águas do oceano. A formiga de fogo vermelha é conhecida por atacar filhotes. Como todos os pelicanos, os pelicanos-pardos são altamente sensíveis às perturbações dos humanos (incluindo turistas ou pescadores) em seus ninhos e podem até abandoná-los. Devido ao seu tamanho, os adultos não aninhados raramente são predados. Pelicanos-pardos têm vários vermes parasitas, como Petagiger, Echinochasmus, Phagicola longus, Mesostephanus appendiculatoides, Contracaecum multipapillatum e Contracaecum bioccai, contraídos de sua dieta de presas de salmonetes, salmonetes brancos e outras espécies de peixes.

## Relacionamento com humanos
O pelicano-pardo é comum em regiões costeiras populosas e é tolerado em vários graus por pescadores e velejadores. No início do século XX, a caça foi uma das principais causas de sua morte, e as pessoas ainda caçam adultos por suas penas e coletam ovos nas costas do Caribe, na América Latina e, ocasionalmente, nos Estados Unidos, embora seja protegido pelo Tratado de Aves Migratórias de 1918.

### Representações na cultura

Bandeira da Louisiana com destaque para o pelicano pardo

O pelicano-pardo é a ave nacional de São Martinho, Barbados, São Cristóvão e Nevis e das Ilhas Turcas e Caicos . Em 1902, passou a fazer parte do selo oficial da Louisiana e, em 1912, um pelicano e seus filhotes passaram a fazer parte da Bandeira da Louisiana também. Um dos apelidos do estado da Louisiana é "The Pelican State", e o pelicano-pardo é a ave oficial deste estado. É um dos mascotes da Universidade Tulane, presente em seu selo, e também está presente no brasão da Universidade das Índias Ocidentais. Os New Orleans Pelicans da National Basketball Association (NBA) são nomeados em sua homenagem.
No filme de 1993 The Pelican Brief, baseado no romance de mesmo nome de John Grisham, um documento legal especula que os assassinos de dois juízes da Suprema Corte foram motivados pelo desejo de perfurar em busca de petróleo em um pântano da Louisiana que era habitat do pelicano-pardo. No mesmo ano, Jurassic Park mostrou um grupo de pelicanos pardos no final do filme. No filme de 2003 da Pixar Procurando Nemo, um pelicano pardo (dublado por Geoffrey Rush com sotaque australiano) foi ilustrado como um personagem amigável e falante chamado Nigel.

### Estado e conservação

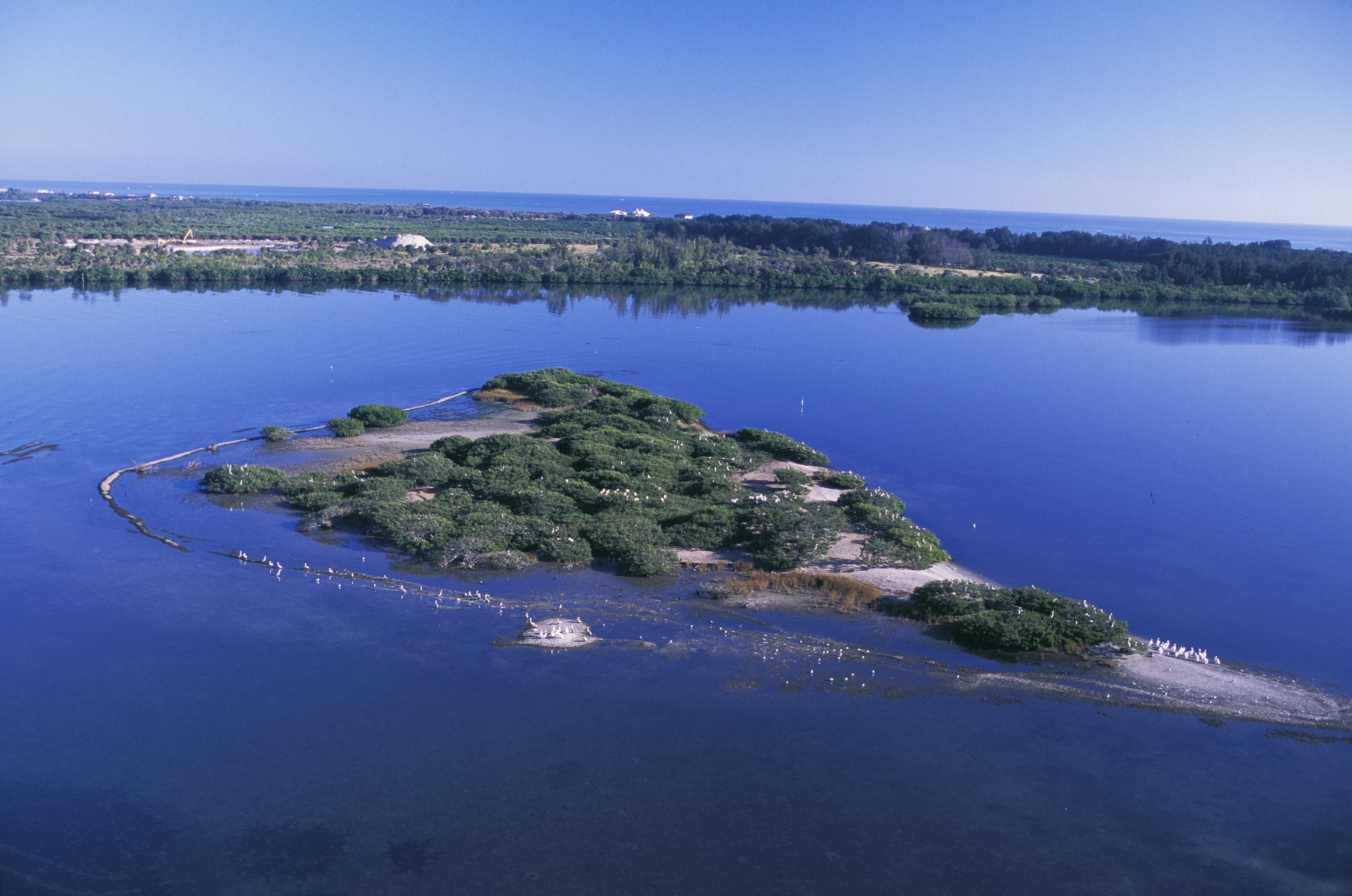
Vista aérea do Pelican Island National Wildlife Refuge

Desde 1988, o pelicano-pardo está classificado como pouco preocupante na Lista Vermelha da IUCN de espécies ameaçadas de extinção com base em sua grande abrangência — mais de 20 mil km2 — e uma tendência crescente da população. O tamanho da população também está bem além do limite para espécies vulneráveis. A populaçfo da subespécie-tipo é estimada em pelo menos 290 mil nas Índias Ocidentais, e 650 mil globalmente. Em 1903, Theodore Roosevelt reservou a Pelican Island, agora conhecida como Pelican Island National Wildlife Refuge, exclusivamente para proteger o pelicano-pardo dos caçadores.
A partir da década de 1940, com a invenção e o uso extensivo de pesticidas como o DDT, a população do pelicano-pardo diminuiu drasticamente devido à falta de sucesso reprodutivo. Na década de 1960, ele quase desapareceu do Golfo do México e, no sul da Califórnia, sofreu falha reprodutiva quase total. O pelicano-pardo foi listado sob a Lei de Espécies Ameaçadas dos Estados Unidos de 1970 a 2009. Um grupo de pesquisa da Universidade de Tampa, liderado por Ralph Schreiber, conduziu pesquisas na Baía de Tampa e descobriu que o DDT fazia com que a casca do ovo do pelicano ficasse muito fina para suportar o embrião até a maturidade. Em 1972, a Agência de Proteção Ambiental dos Estados Unidos (USEPA) proibiu o uso de DDT nos Estados Unidos e limitou o uso de outros pesticidas. Houve um declínio nos níveis de contaminantes químicos em ovos de pelicano-pardo desde então, e um aumento correspondente em seu sucesso de nidificação. Foi extinto em 1963 na Louisiana. Entre 1968 e 1980, o programa de reintrodução do Departamento de Vida Selvagem e Pesca da Louisiana restabeleceu o pelicano-pardo, e seus números populacionais na Califórnia e no Texas foram restaurados devido à reprodução aprimorada e à recolonização natural da espécie. Em 1985, sua população no leste dos Estados Unidos, incluindo Flórida, Geórgia, Carolina do Sul, Alabama e ao norte ao longo da costa do Atlântico, havia se recuperado e a espécie foi removida da Lista de Espécies Ameaçadas. Sua população cresceu cerca de 68% por década ao longo de um período de 40 anos na América do Norte, e essa tendência parece continuar. Ele ainda está listado como ameaçado de extinção na região da costa do Pacífico e no sul e centro dos Estados Unidos. Embora as populações do Golfo do México dos Estados Unidos em Louisiana e Texas ainda estejam listadas como ameaçadas de extinção, foram estimados em 2009 em cerca de 12 mil casais reprodutores. Desde então, o derramamento de óleo da Deepwater Horizon afetou negativamente as populações, e os números atuais da população não estão disponíveis.

#### Espécie indicadora
A população do pelicano-pardo tem se recuperado de forma constante da redução drástica da população na década de 1940, no entanto, o controle de baixo para cima ameaça as populações do sul da Califórnia conforme as fontes de alimento diminuem. É comum que as populações de peixes forrageados experimentem flutuações regulares; no entanto, houve uma diminuição consistente na população de sardinhas do Pacífico a partir de 2014. Em 2019, essas quedas atingiram níveis que eram meros 10% das maiores abundâncias relatadas. As flutuações nas populações de sardinha têm sido amplamente atribuídas ao controle de baixo para cima, incluindo principalmente a variabilidade climática e a temperatura do oceano. A diminuição significativa da população de sardinhas do Pacífico pode estar ligada aos níveis de nitrogênio em seu habitat, um fator limitante na produção de plâncton. As sardinhas do Pacífico no sistema de correntes da Califórnia dependem da ressurgência impulsionada pelo vento para empurrar águas mais frias e ricas em nitrogênio para a superfície, mantendo um ambiente sustentável e abundante em nutrientes. Perturbações ambientais contínuas, como El Niño, aumento da temperatura do oceano e aumento da pesca comercial, têm efeitos drásticos na ciclagem de nutrientes dentro do sistema de correntes da Califórnia, levando a impactos duradouros na produtividade da sardinha do Pacífico e no sucesso reprodutivo.
Prevê-se que o pelicano-pardo tenha alta vulnerabilidade ao declínio das populações de sardinha. Nos níveis mais baixos de abundância de sardinha, prevê-se que a população de pelicano-pardo diminua em até 50%. Mesmo com um declínio mais moderado na abundância de sardinha (abundância relativa de 50%), prevê-se que os pelicanos-pardos diminuam até 27%. Um declínio recente no sucesso reprodutivo do pelicano-pardo coincide com o declínio populacional da sardinha do Pacífico. Entre 2014 e 2016, os pelicanos-pardos tiveram uma falha reprodutiva contínua. Essas falhas de reprodução foram caracterizadas por um número reduzido de pelicanos chegando às colônias de nidificação, abandono em grande escala e migração precoce devido à incapacidade de alimentar os filhotes e reprodução abaixo do ideal por aqueles que tentam procriar. O sucesso da reprodução é muito reduzido por anomalias oceânicas, especificamente anomalias de fase quente que aumentam a intensidade das ressurgências. O aumento da ressurgência atrapalha a produtividade marinha e a disponibilidade de peixes forrageados. Essas tendências têm implicações importantes para a saúde e a conservação dos pelicanos-pardos, bem como de outras aves marinhas.
As aves marinhas têm se tornado cada vez mais importantes como espécies indicadoras. Elas são frequentemente usadas para rastrear indiretamente mudanças nos estoques de peixes, saúde do ecossistema e mudanças climáticas. As mudanças ambientais tendem a ter impactos de ação rápida nas populações de aves marinhas devido à simplicidade de sua cascata trófica, permitindo que tendências complexas e de longo prazo na saúde e nos recursos do ecossistema sejam facilmente percebidas e rastreadas. Pelicanos-pardos provaram ser um indicador útil na determinação dos efeitos da indústria pesqueira bem estabelecida no sul da Califórnia. A pesca da sardinha no Golfo da Califórnia tem mostrado sinais de sobrepesca desde o início dos anos 1990. A população e a abundância da sardinha, no entanto, são difíceis de monitorar. Uma vez que a falta de disponibilidade de alimentos tem implicações negativas para o sucesso reprodutivo das aves marinhas, a dieta das aves marinhas e o sucesso reprodutivo têm sido usados para medir indiretamente o status da população dos peixes de que se alimentam. Este modelo mostrou funcionar usando pelicanos-pardos como uma espécie indicadora. À medida que a proporção de sardinhas na dieta dos pelicanos-pardos diminui, o sucesso da pesca diminui em menor grau. Quando finalmente a abundância de sardinha diminui o suficiente para que os pelicanos-pardos se afastem e comecem a se alimentar de outros peixes, a pesca comercial ainda estaria operando em números significativos. Isso indica que, mesmo quando os pesqueiros não estão vendo sinais de diminuição da abundância de sardinha, os pelicanos-pardos já podem ter sido afetados a ponto de localizar outras fontes de alimento. Essa disponibilidade de sardinhas pode diminuir ainda mais durante as anomalias do El Niño, quando os termoclinos impedem que os pelicanos-pardos alcancem suas presas. A dieta do pelicano-pardo indicará principalmente declínios na abundância de sardinha para os pesqueiros durante a mesma estação, já que eles se alimentam principalmente dos mesmos peixes adultos que são pescados comercialmente. Embora os pelicanos-pardos sirvam como uma espécie indicadora importante para a indústria da pesca, o declínio da abundância de sardinha devido às mudanças climáticas e à sobrepesca tem enormes implicações na saúde geral do ecossistema, dentro ou fora da cascata trófica individual.

## Galeria

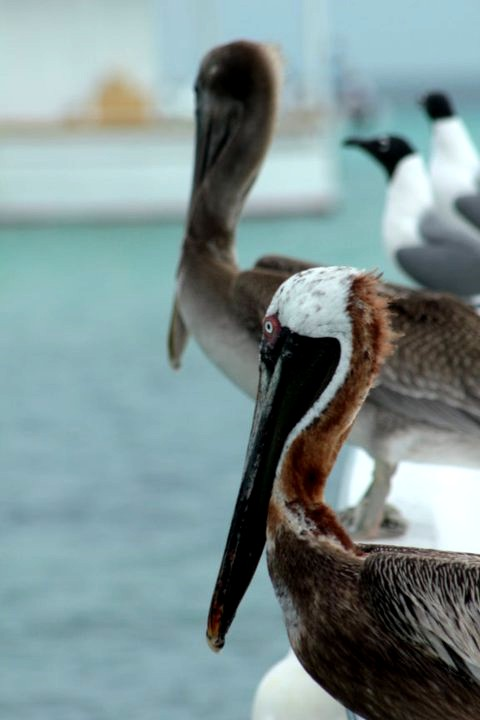
Los Roques - Venezuela
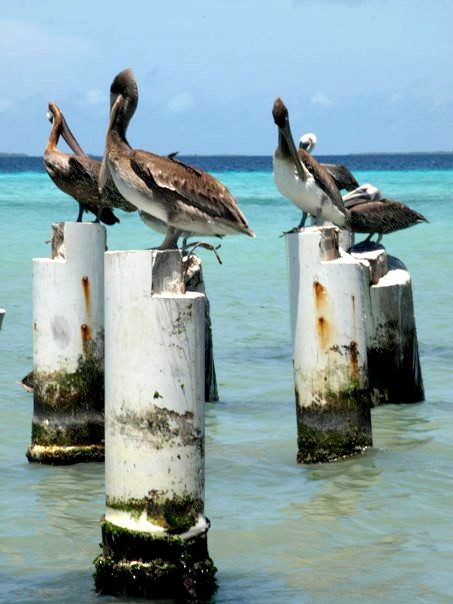
Los Roques - Venezuela
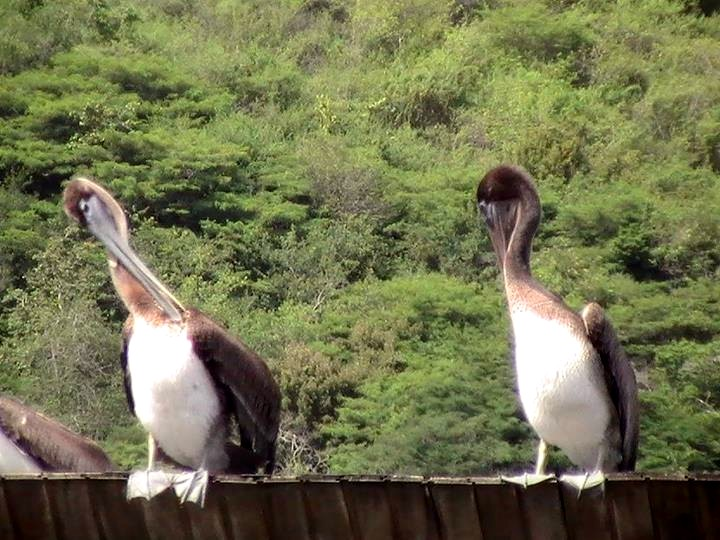
Casanay  - Venezuela
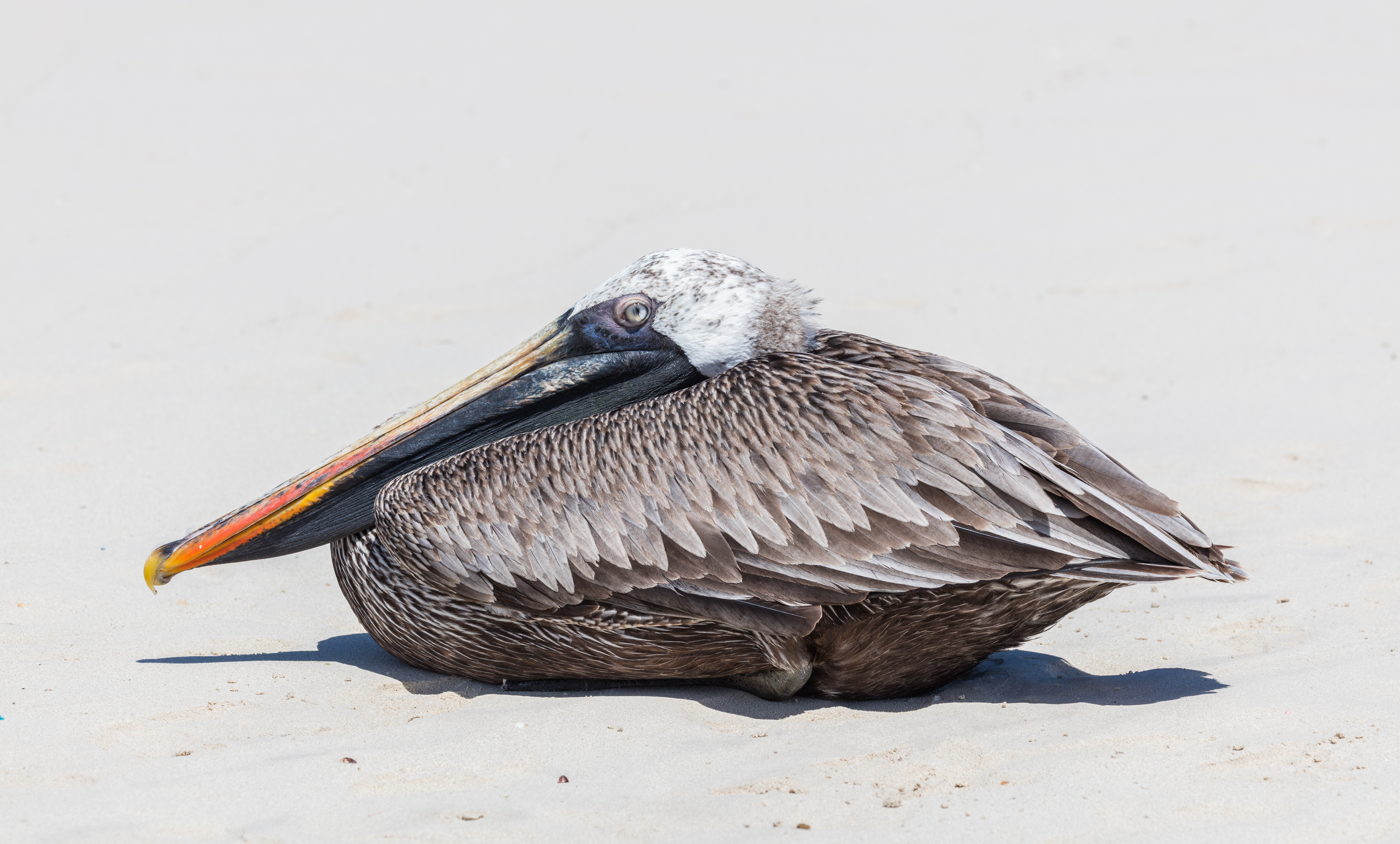
Ilha de Santa Cruz, Galápagos, Equador.